# C. W. Burg
C. W. Burg (geboren als Carl Wilhelm Grube am  7. Juli 1885; gestorben am 27. September 1957 in München) war ein deutscher Synchronsprecher.

## Leben
Über C. W. Burg ist nur wenig bekannt. Er gehörte zu den vielbeschäftigten Synchronsprechern vor 1945. Dabei war er auch als Dialogbuchautor und Regisseur tätig.
Burg stand 1944 in der Gottbegnadeten-Liste des Reichsministeriums für Volksaufklärung und Propaganda.
Auch nach dem Zweiten Weltkrieg war er, vor allem als Regisseur und Autor, in der Synchronisation beschäftigt. In Ladykillers (1955) sprach er die Rolle des Major Claude Courtney, bei Zwölf Uhr mittags führte er 1953 bei der Berliner Synchron die Synchronregie.

## Synchronarbeiten (Auswahl)
- 1935: Meuterei auf der Bounty
- 1936: Lustige Sünder
- 1937: Frisco-Express
- 1941: Verdacht
- 1943: Ein himmlischer Sünder
- 1948: Hamlet
- 1953: Martin Luther
- 1954: Die Spinne
- 1955: Ladykillers
- 1956: Die zehn Gebote
- 1957: Die nackte Wahrheit
- 1958: Der Koloss von New York (The Colossus of New York)
- 1958: Sturm im Osten (La tempesta)

## Sprecher bei Hörspielen
- 1953: Fritz Meingast: Bruder an der Pforte; Regie: Walter Ohm; Originalhörspiel; BR
- 1956: Friedrich Dürrenmatt: Die Panne, Rolle als Wirt; Regie: Walter Ohm; Originalhörspiel; BR/SDR
- 1956: Bernhard Ücker: Das Martyrium der Scheinheiligen; Regie: Walter Ohm; Science-Fiction-Hörspiel; BR
- 1956: Alexandre Dumas der Jüngere: Die Kameliendame, Rolle als 2. Pfändungsbeamter; Regie: Walter Ohm; Hörspielbearbeitung; BR
- 1957: Romain Rolland: Die Wölfe, Rolle als Vidalot; Regie: Walter Ohm; Hörspielbearbeitung; BR/HR/RB
- 1957: Dante Alighieri: Die Göttliche Komödie des Dante Alighieri (1. Teil: Die Hölle (1)), Rolle als Stimme des Horaz; Regie: Otto Kurth; Hörspielbearbeitung; BR
- 1957: Henrik Ibsen: Ein Volksfeind, Rolle als 3. Bürger; Regie: Walter Ohm; Hörspielbearbeitung; BR
- 1957: Bertolt Brecht: Das Verhör des Lukullus, Rolle als Ein anderer Schatte; Regie: Walter Ohm; Hörspiel; BR